# The French Dispatch
The French Dispatch, oder auch The French Dispatch of the Liberty, Kansas Evening Sun ist ein Film von Wes Anderson, der am 21. Oktober 2021 in die deutschen und am darauffolgenden Tag in die US-amerikanischen Kinos kam. Der Film wurde in die offizielle Auswahl der Internationalen Filmfestspiele von Cannes 2020 aufgenommen und feierte in der darauffolgenden Ausgabe des Festivals im Juli 2021 seine Weltpremiere.

## Handlung
Der aus Kansas stammende Arthur Howitzer Jr. ist der Gründer und Chefredakteur von The French Dispatch mit Sitz in der Stadt Ennui-sur-Blasé. Das Magazin ist der französische Ableger der Liberty, Kansas Evening Sun. In seinem Testament hat er verfügt, dass die Zeitschrift nach seinem Tod nicht mehr veröffentlicht werden soll. Howitzer ist ein Mann von Prinzipien, und sein ganzes Leben lang hat er versucht, ein talentiertes Team von Expat-Journalisten zusammenzustellen, nimmt es bei der Qualität von deren Arbeit aber nicht immer so genau. Seine Mitarbeiter fühlen sich nicht unbedingt der „journalistischen Neutralität“ verpflichtet und haben oft eine ganz eigene Auffassung von politischen Geschehen, dem Leben und der Kunst.
„The Cycling Reporter“
Der Reise-Reporter Herbsaint Sazerac berichtet über das Städtchen Ennui, in welcher das Magazin ansässig ist, und die Veränderungen durch die Zeit, während er betont, wie wenig sich doch in der Stadt verändert hat.
„The Concrete Masterpiece“
Die Kunstkritikerin JKL Berensen schreibt über den verurteilten Mörder Moses Rosenthaler und die Aufseherin Simone, die ihm als Aktmodell und Muse im Gefängnis zur Seite steht. Berensen schätzt Rosenthalers Werk sehr.
„Revisions to a Manifesto“
Die Arbeit der Politjournalistin Lucinda Krementz konzentriert sich ganz und gar auf die französische Studentenrevolte, insbesondere auf den Studentenführer Zeffirelli.
„The Private Dining Room of the Police Commissioner“
Eigentlich wollte Roebuck Wright einen Bericht über den bekannten Koch Nescaffier schreiben. Als jedoch der Sohn des Commissaire entführt wird, ändern sich die Pläne des Journalisten.

## Produktion

### Stab, Besetzung und Synchronisation
Regie führte Wes Anderson, der auch das Drehbuch schrieb und den Film gemeinsam mit Jeremy Dawson und Steven Rales produzierte. Der Film hat einen Prolog und einen Epilog und ist in vier Kapitel unterteilt, überschrieben mit „The Cycling Reporter“, „The Concrete Masterpiece“, „Revisions to a Manifesto“ und „The Private Dining Room of the Police Commissioner“.
Jedes Kapitel stellt einen anderen Journalisten des French Dispatch bei der Arbeit vor. Arthur Howitzer Jr., der Gründer und Chefredakteur der Zeitung, wird von Bill Murray gespielt. Die Rolle ist an den Gründer von The New Yorker Harold Ross angelehnt. Kunstreporterin JKL Berensen wird von Tilda Swinton gespielt, der inhaftierte Maler Moses Rosenthaler, über den sie schreibt, von Benicio del Toro. Die Französin Léa Seydoux spielt die Gefängniswärterin Simone, Adrien Brody einen intriganten Kunsthändler. Die Reisekolumne wird von dem „Radsportreporter“ Herbsaint Sazerac geschrieben, gespielt von Owen Wilson, Oscar-Preisträgerin Frances McDormand ist in der Rolle der Politjournalistin Lucinda Krementz zu sehen, die über den studentischen Revolutionär Zeffirelli berichtet. Anderson hatte sich für Timothée Chalamet, der diesen spielt, entschieden, nachdem er ihn in den Filmen Lady Bird und Call Me by Your Name gesehen hatte. „Ich wusste, dass er genau richtig war, und außerdem: Er spricht Französisch und sieht aus, als wäre er tatsächlich direkt einem Éric-Rohmer-Film entsprungen. […] die Nouvelle Vague hätte sicher einen Platz für ihn gehabt.“ Das zweite Kapitel „Revisions to a Manifesto“, in dem Chalamet spielt, nimmt die französischen Studentenproteste vom Mai 1968 auf.

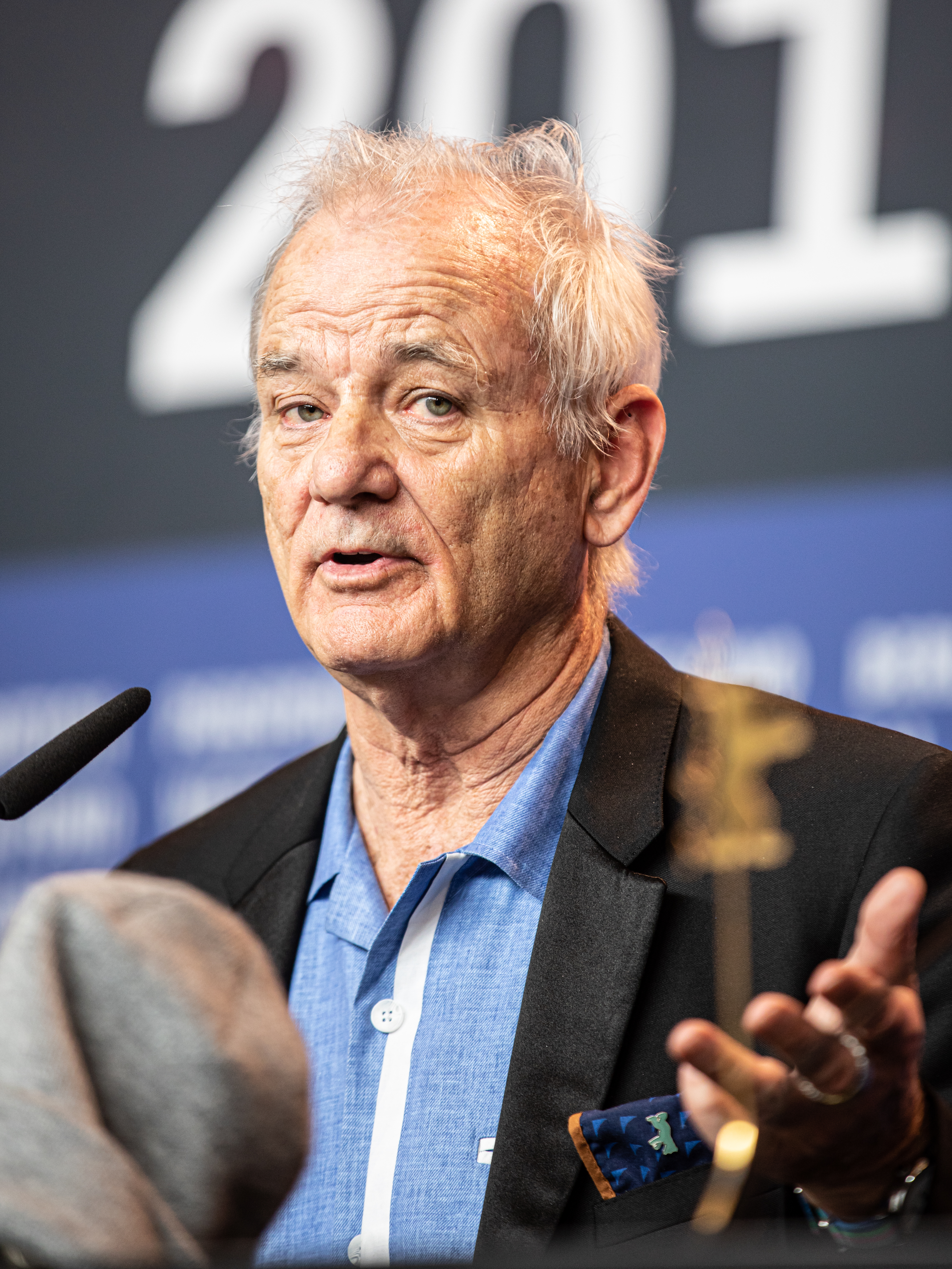
Bill Murray spielt Arthur Howitzer Jr.
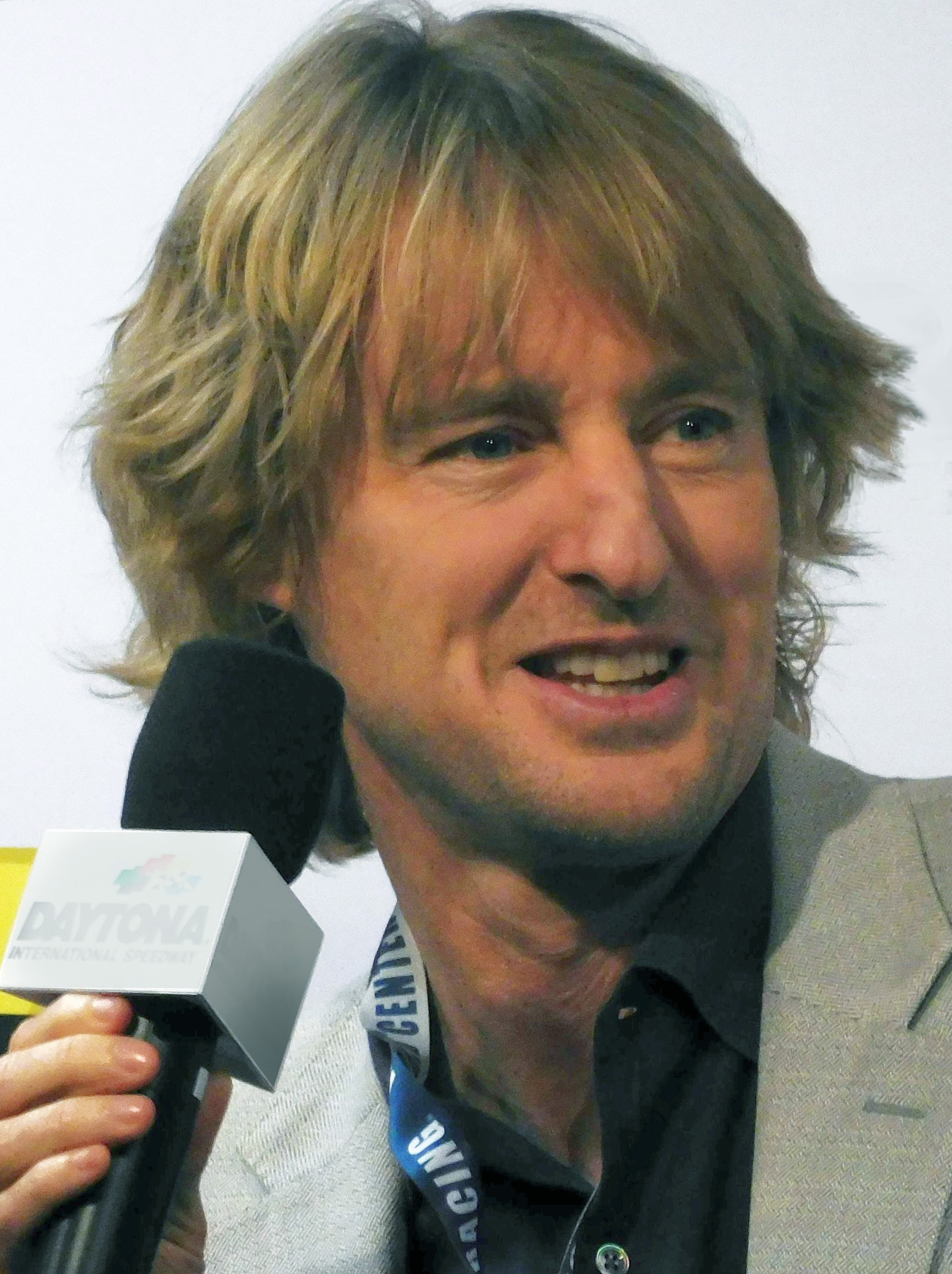
Owen Wilson spielt Herbsaint Sazerac
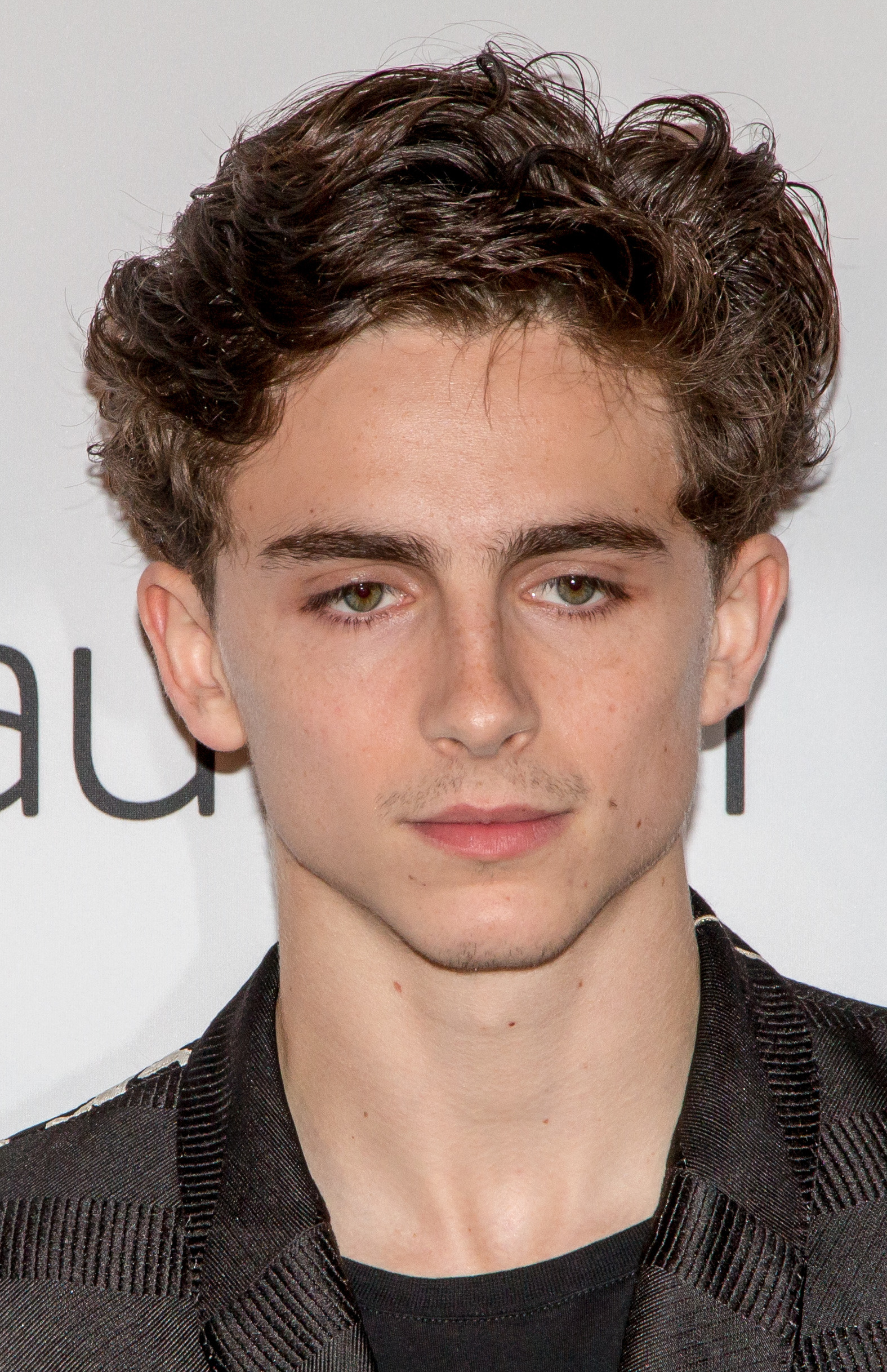
Timothée Chalamet spielt Zeffirelli
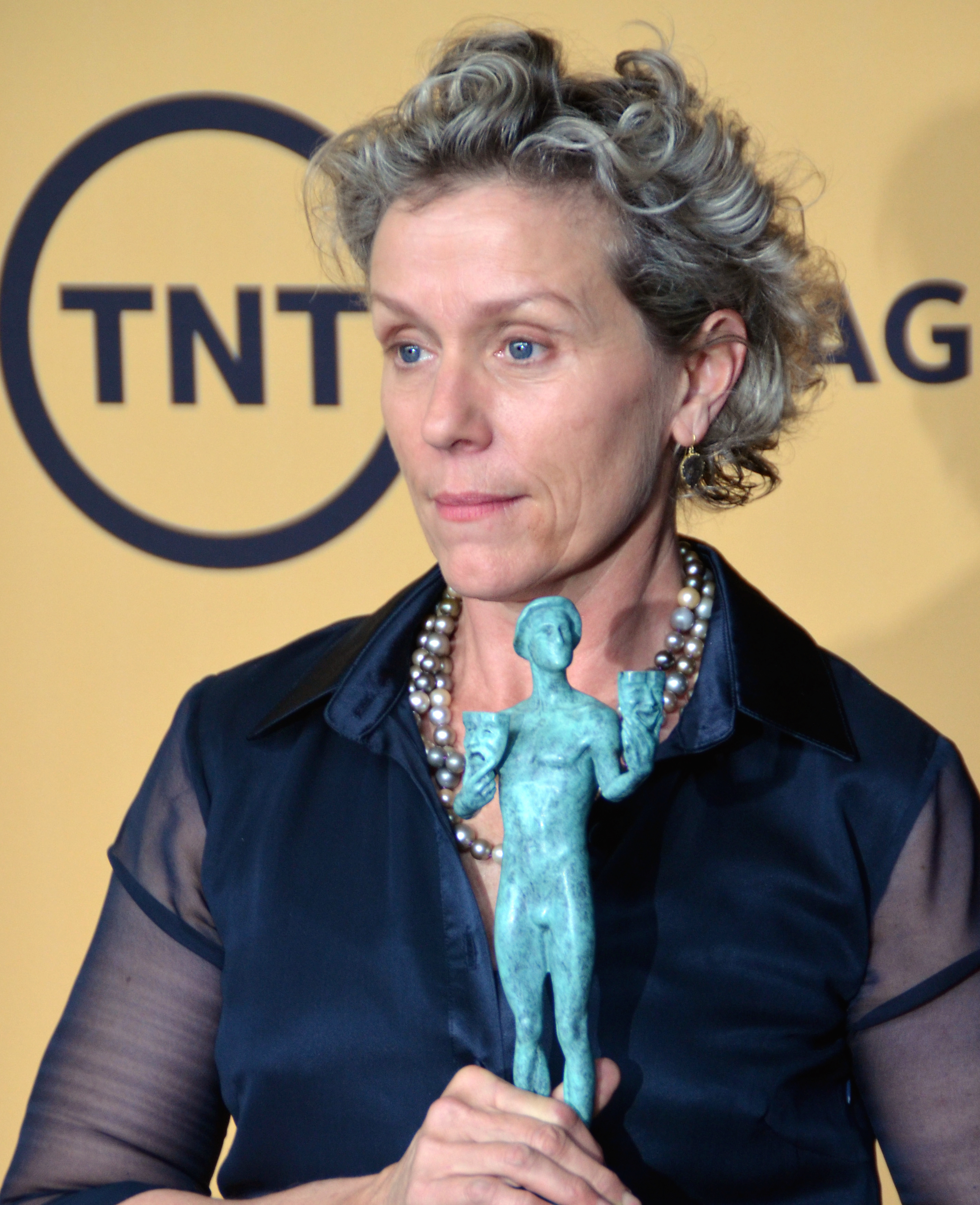
Frances McDormand spielt Lucinda Krementz
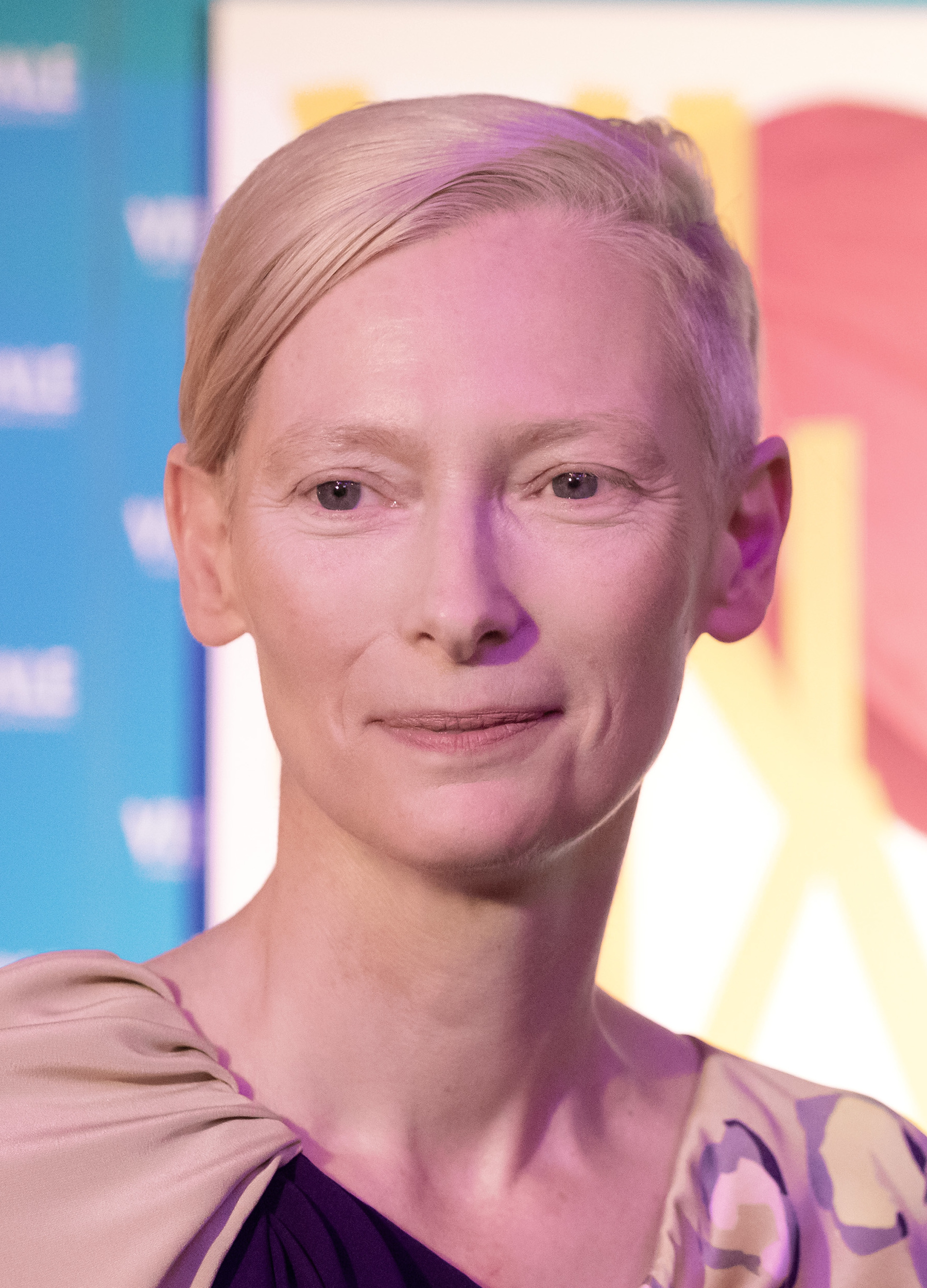
Tilda Swinton spielt JKL Berensen
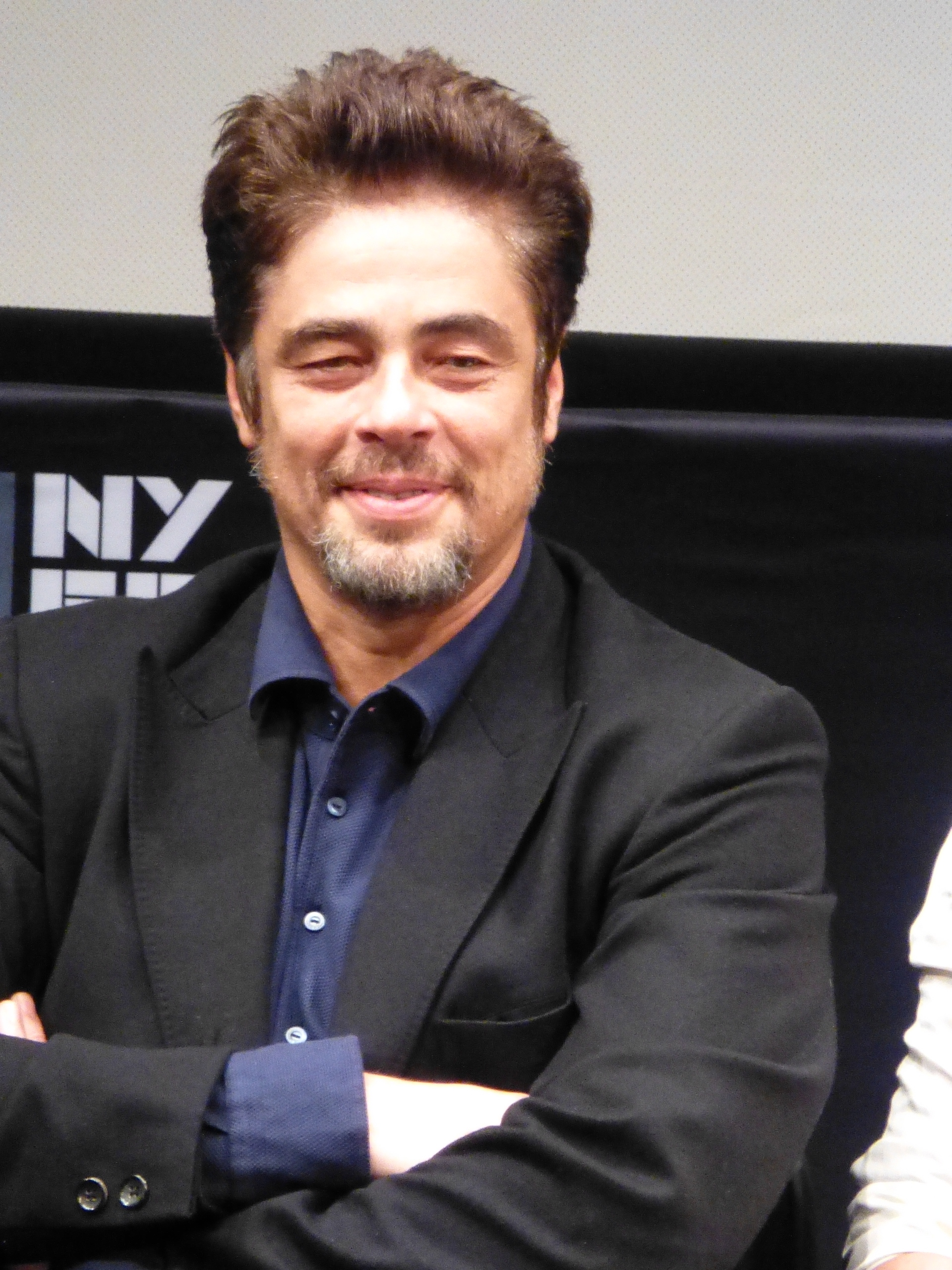
Benicio del Toro spielt Moses Rosenthaler
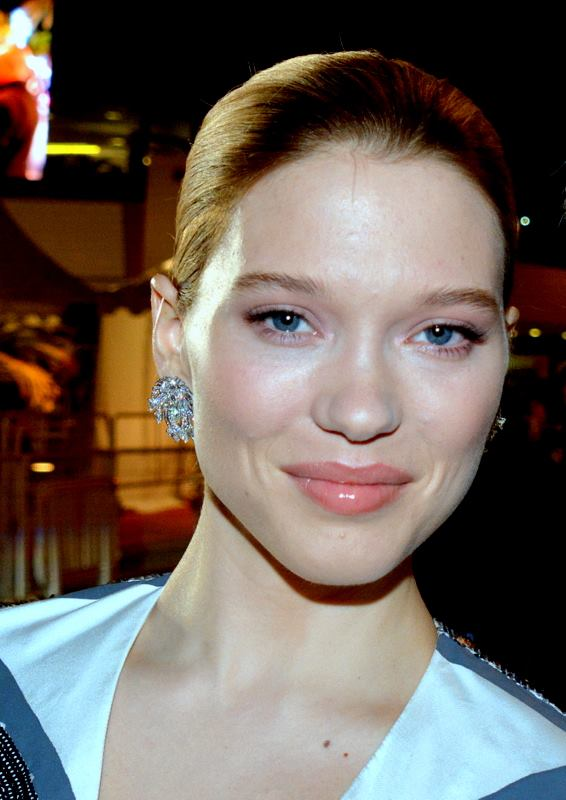
Léa Seydoux spielt Simone

Zudem haben eine Reihe weiterer Schauspieler größere oder kleinere Cameo-Auftritte. So spielt etwa Edward Norton einen Kidnapper namens „der Chauffeur“, Saoirse Ronan ein kriminelles Showgirl, Christoph Waltz einen Gast beim privaten Abendessen und Willem Dafoe einen kriminellen Buchhalter.
Die deutsche Synchronisation entstand nach einem Dialogbuch und der Dialogregie von Axel Malzacher im Auftrag der FFS Film- & Fernseh-Synchron GmbH, Berlin.
| Darsteller             | Synchronsprecher     | Rolle                  |
| ---------------------- | -------------------- | ---------------------- |
| Owen Wilson            | Philipp Moog         | Herbsaint Sazerac      |
| Jason Schwartzman      | Norman Matt          | Hermes Jones           |
| Tilda Swinton          | Karin Buchholz       | J.K.L. Berensen        |
| Frances McDormand      | Heidrun Bartholomäus | Lucinda Krementz       |
| Timothée Chalamet      | Marco Eßer           | Zeffirelli             |
| Denis Ménochet         | Benoit Pitre         | Gefängniswache         |
| Adrien Brody           | Markus Pfeiffer      | Julian Cadazio         |
| Christoph Waltz        | Christoph Waltz      | Paul Duval             |
| Toheeb Jimoh           | Kaze Uzumaki         | Kadett #1              |
| Samuel Blenkin         | Tobias Diakow        | Kadett Vaugirard       |
| Anjelica Bette Fellini | Alice Bauer          | Korrektorin            |
| Alex Lawther           | Luca Kämmer          | Morisot                |
| Benicio del Toro       | Torsten Michaelis    | Moses Rosenthaler      |
| Léa Seydoux            | Yvonne Greitzke      | Simone                 |
| Pablo Pauly            | François Goeske      | französischer Kellner  |
| Bill Murray            | Bodo Wolf            | Arthur Howitzer, Jr.   |
| Willem Dafoe           | Reiner Schöne        | Albert „Der Albakus“   |
| Elisabeth Moss         | Anna Grisebach       | Alumna                 |
| Edward Norton          | Andreas Fröhlich     | Der Chauffeur          |
| Rupert Friend          | Alexander Doering    | Drill-Sergeant         |
| Henry Winkler          | Reinhard Kuhnert     | Onkel Joe              |
| Jeffrey Wright         | Olaf Reichmann       | Roebuck Wright         |
| Liev Schreiber         | Tobias Kluckert      | Talk Show Host         |
| Fisher Stevens         | Gerald Schaale       | Story Editor           |
| Lois Smith             | Margot Rothweiler    | Upshur „Maw“ Clampette |
| Saoirse Ronan          | Stella Sommerfeld    | Showgirl               |
| (Anjelica Huston)      | Marianne Groß        | Erzählerin             |

### Filmförderung und Dreharbeiten
Das Projekt erhielt vom Medienboard Berlin-Brandenburg eine Produktionsförderung in Höhe von 500.000 Euro. Das Gesamtbudget wird auf 25 Millionen US-Dollar geschätzt. Als Produktionsunternehmen fungierten American Empirical Pictures, Indian Paintbrush und Studio Babelsberg.
Die Dreharbeiten wurden im November 2018 in Angoulême im Südwesten Frankreichs begonnen und dort im März 2019 beendet. In der Stadt in der Region Nouvelle-Aquitaine Frankreich fand die Filmcrew die passende Infrastruktur vor, inklusive einer heruntergekommenen Filzfabrik etwas außerhalb, die Anderson und sein Team in ein eigenes Filmstudio umwandelten mit einem Requisitenlager, einer Tischlerei, einem anderen Raum zum Anfertigen von Modellen und einer Garderobe für die Schauspieler. Gedreht wurde in den drei größten Räumen des Gebäudes. Als Kameramann fungierte Robert D. Yeoman.

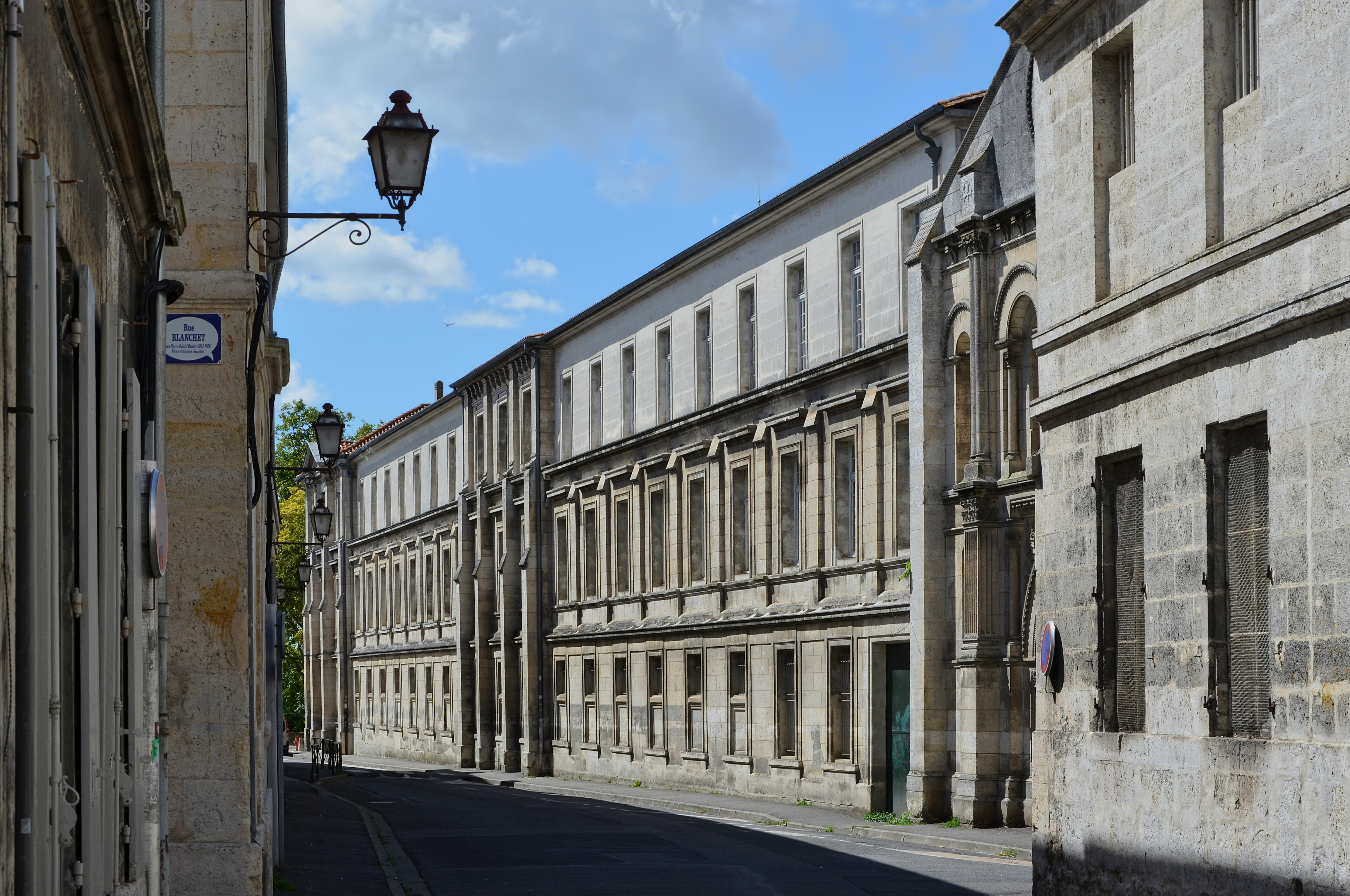
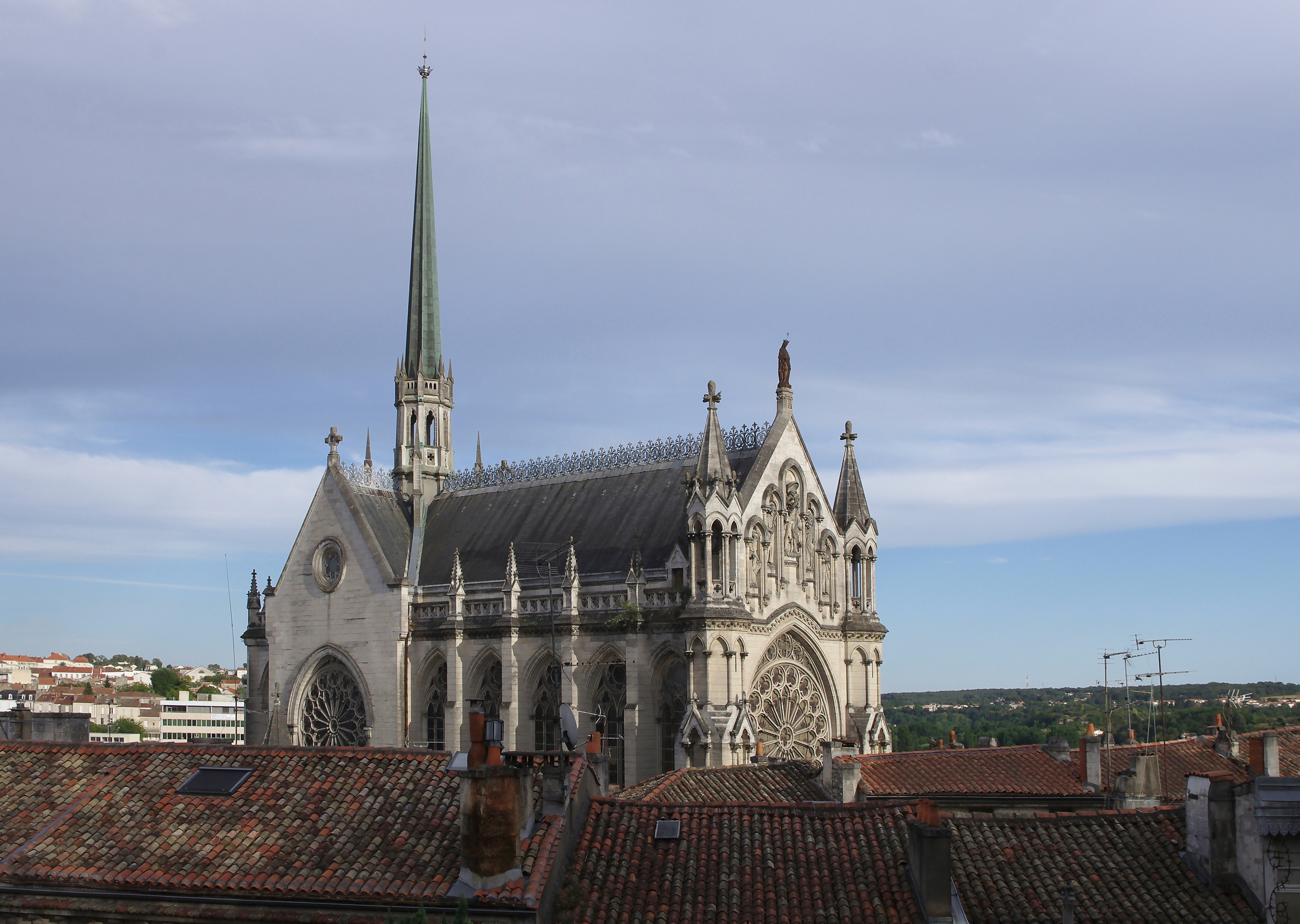
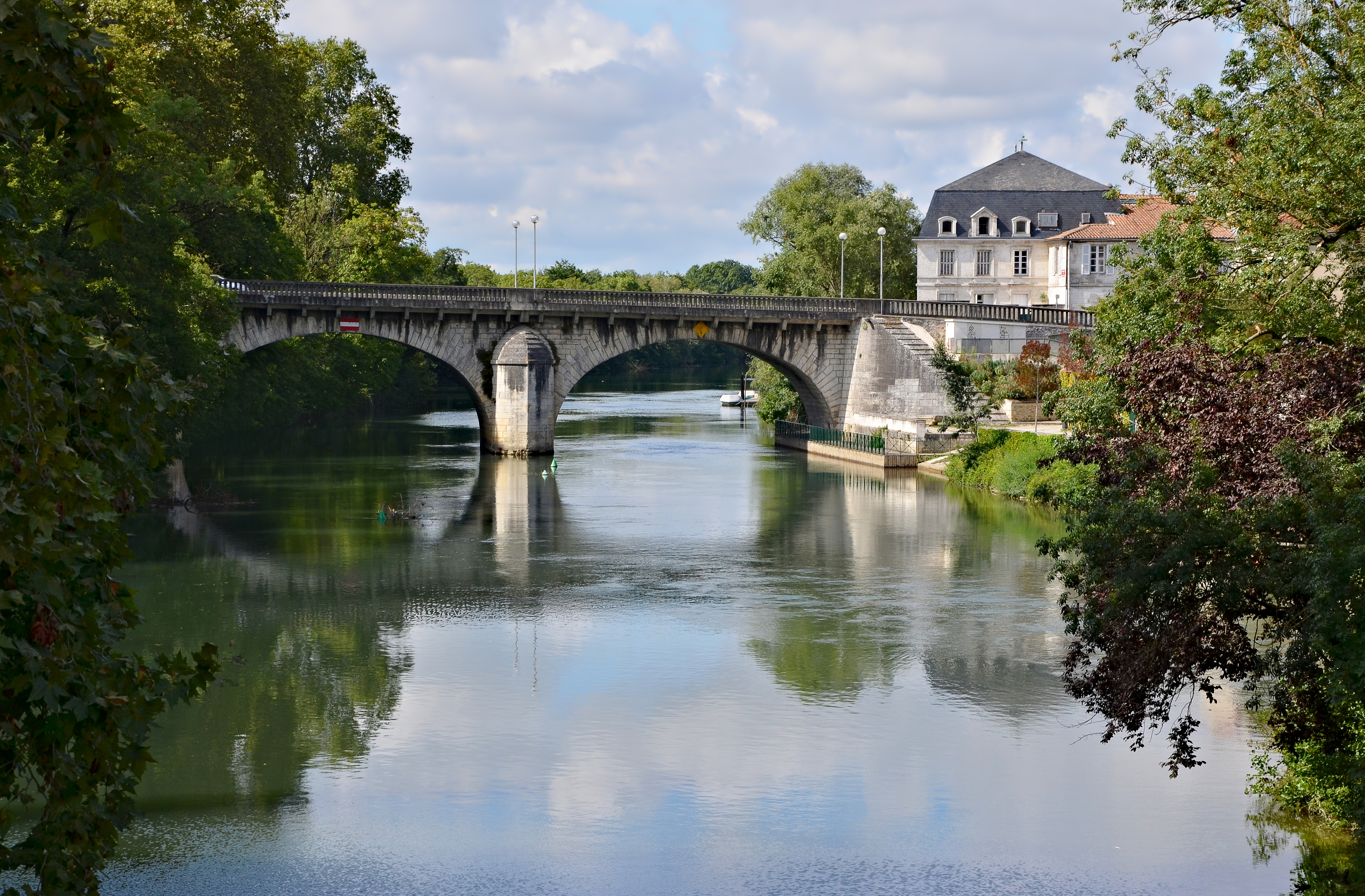
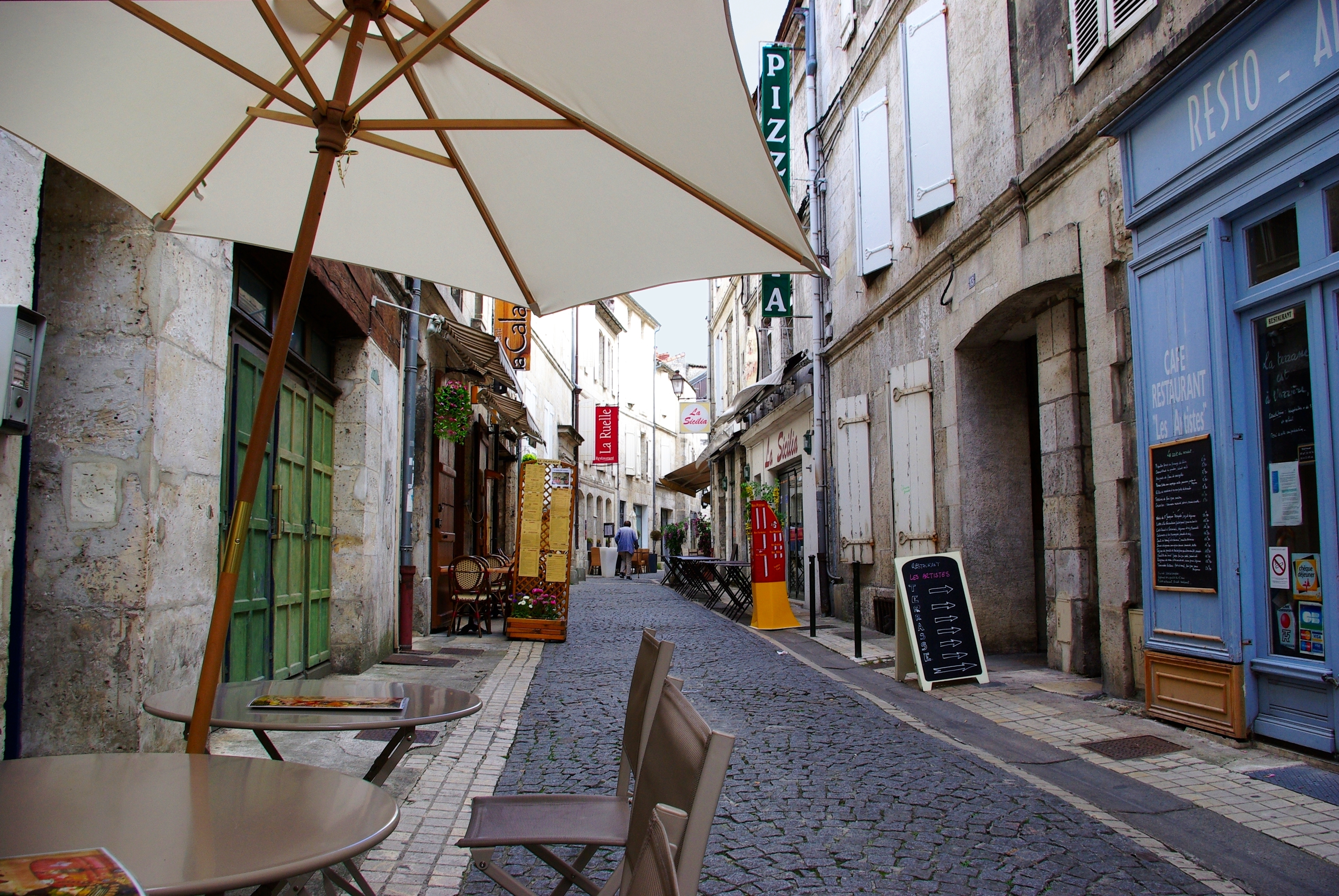
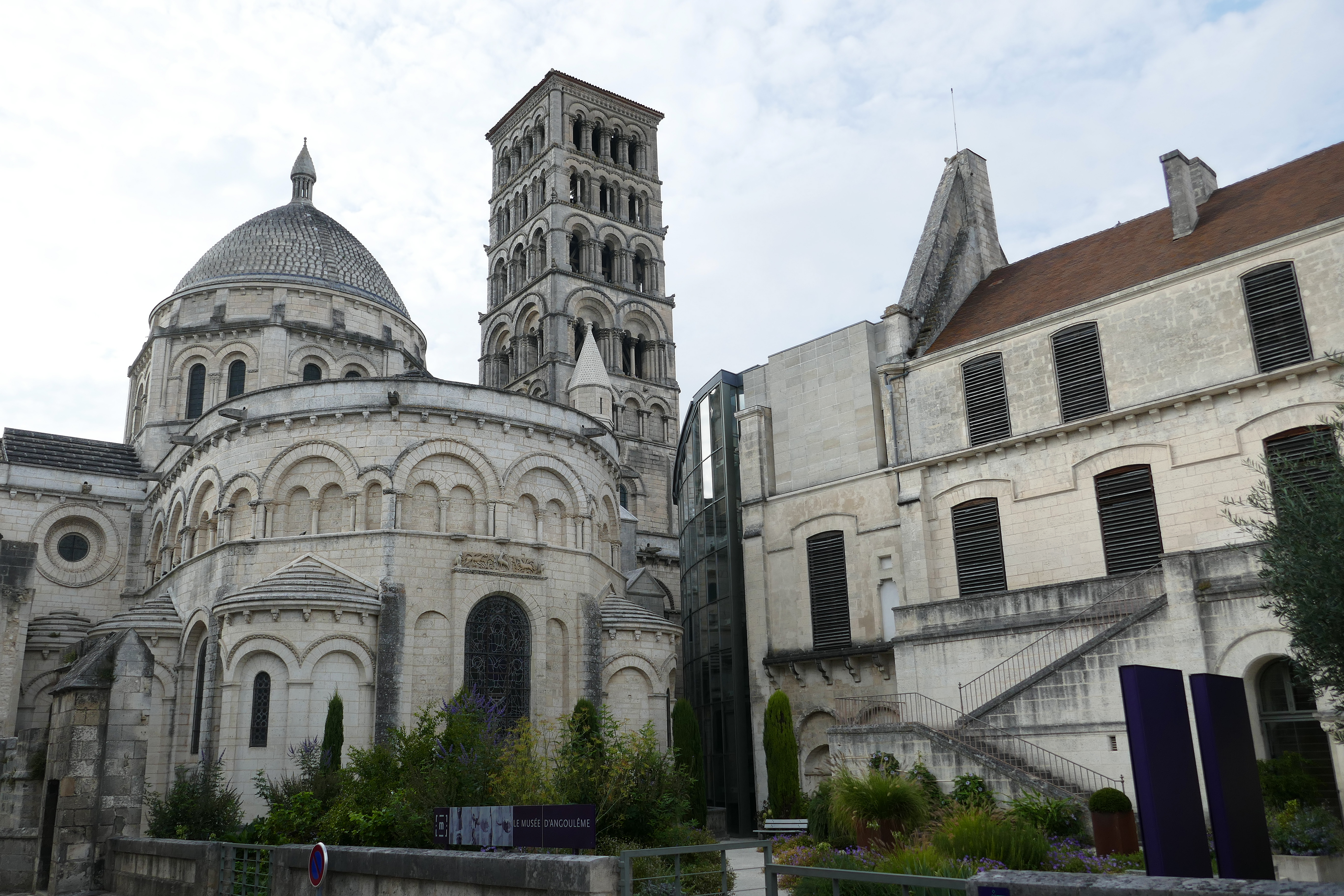

### Kostüme
Als Kostümbildnerin fungierte Milena Canonero. Für Swinton in der Rolle von JKL Berensen kreierte sie ein Outfit im Boho-Chic.

### Filmmusik und Soundtrack-Album
Die Filmmusik komponierte Alexandre Desplat, mit dem Anderson bereits für Grand Budapest Hotel, Der fantastische Mr. Fox, Isle of Dogs und Moonrise Kingdom zusammenarbeitete. Das Soundtrack-Album umfasst 25 Musikstücke und soll am 22. Oktober 2021 veröffentlicht werden. Neben den Kompositionen und Klaviersolos von Jean-Yves Thibaudet finden sich auf dem Album auch Songs aus dem Film, die von den Schauspielern Grace Jones, Jarvis Cocker und Charles Aznavour beigesteuert werden, aber auch Stücke von Ennio Morricone und Georges Delerue. Mit Obituary wurde Mitte September 2021 das erste Stück des Soundtrack-Albums veröffentlicht. Desplats Arbeit befindet sich in einer Shortlist in der Kategorie Beste Filmmusik bei der Oscarverleihung 2022.

### Marketing und Veröffentlichung
Im Februar 2020 wurde der Trailer vorgestellt. Ursprünglich sollte der Film am 24. Juli 2020 in die US-amerikanischen Kinos kommen. Ein Kinostart in Deutschland war für den 10. September 2020 geplant. Aufgrund der COVID-19-Pandemie wurden diese Starttermine jedoch mehrere Male verschoben. Zudem war er in das Programm der Internationalen Filmfestspiele von Cannes 2020 aufgenommen worden, die bedingt durch die Coronavirus-Pandemie jedoch abgesagt werden mussten. Stattdessen feierte der Film am 12. Juli 2021 beim 74. Filmfestival von Cannes seine Weltpremiere. Im September 2021 eröffnete er die Filmkunstmesse Leipzig, wurde hiernach auf dem New York Film Festival gezeigt und kam schließlich am 22. Oktober 2021 in die US-amerikanischen Kinos. Der neue deutsche Kinostart erfolgte bereits einen Tag früher. Ebenfalls im Oktober 2021 wird er beim Busan International Film Festival gezeigt.

## Rezeption

### Altersfreigabe
In den USA erhielt der Film von der MPAA ein R-Rating, was einer Freigabe ab 17 Jahren entspricht. In Deutschland wurde der Film von der FSK ab 12 Jahren freigegeben, kann aber von Kindern ab 6 Jahren in Begleitung eines Elternteils oder eines Personensorgeberechtigten besucht werden.

### Kritiken und Einspielergebnis
Von den bei Rotten Tomatoes erfassten Kritiken sind 75 Prozent positiv. Auf Metacritic erhielt der Film einen Metascore von 75 von 100 möglichen Punkten, basierend auf 46 Kritiken.

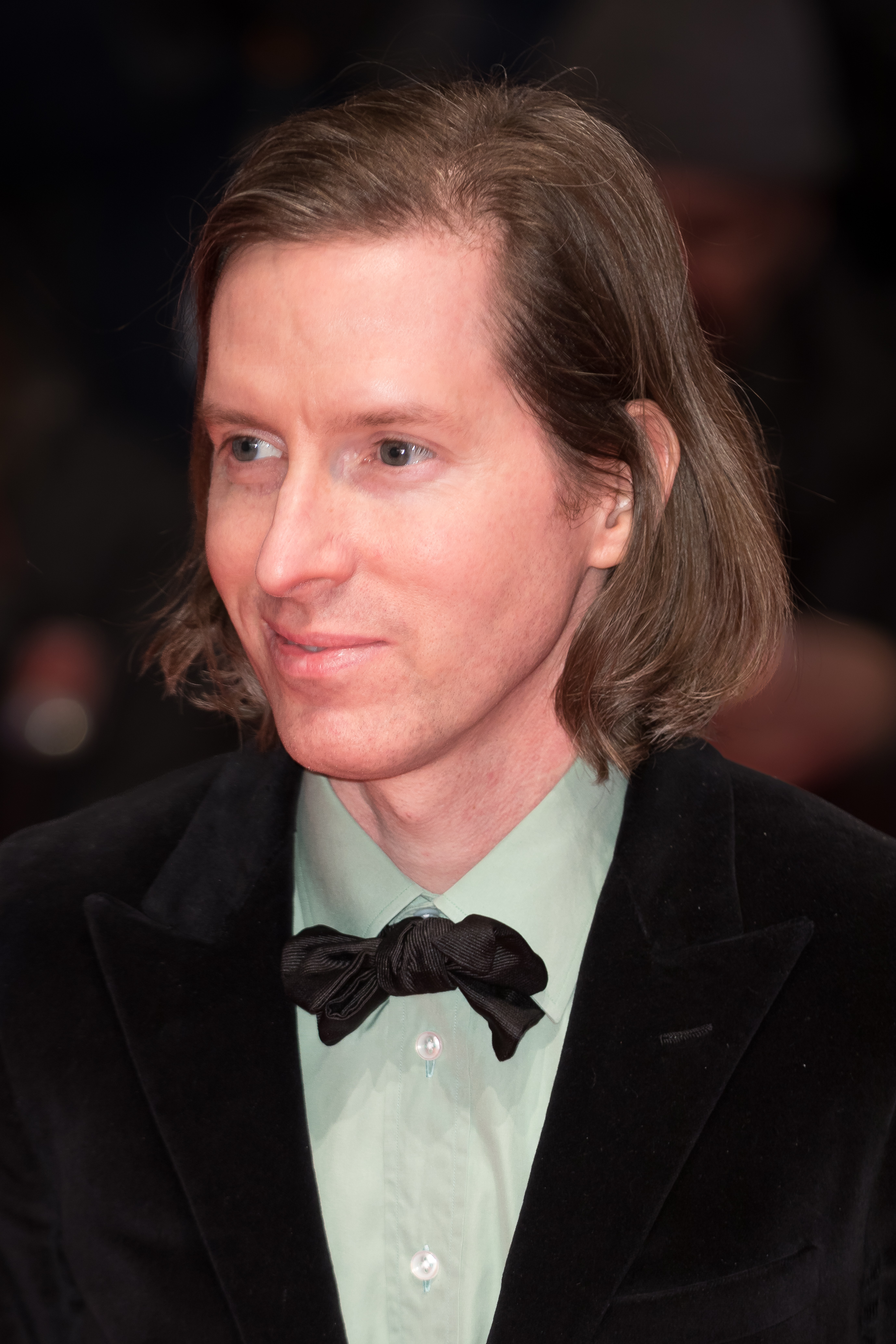
Regisseur Wes Anderson (2018)

Peter Debruge von Variety schreibt, während Wes Andersons Film Grand Budapest Hotel noch als Hommage an einen einzigen Schriftsteller, den österreichischen Romanautor Stefan Zweig, gedacht gewesen sei, müsse The French Dispatch als eine an eine ganze Generation von Autoren gesehen werden. Debruge fällt in seiner Kritik außer Ernst Lubitsch oder Jacques Tati kaum ein anderer Regisseur ein, der so viel Aufwand in eine Komödie gesteckt hat, bei der jede Wahl, ob Kostüme, Requisiten oder Besetzung, treffsicher im Absurden landete. Anderson habe den Film zurecht als eine Hommage an eine Generation bedeutsamer Autoren wie John Fante oder Zeitungsredakteure wie Harold Ross und William Shawn von The New Yorker gestaltet, die unsere Vorstellung von den Möglichkeiten des Geschichtenerzählens geprägt haben, auch wenn er seine Charaktere wie Karikaturen wirken lasse. Diese Autoren hätten Poesie auf den Straßen und Helden am Rande der Gesellschaft gefunden und das Establishment herausgefordert. Auch die heutzutage zu beobachtende Gier nach Web-Traffic und populären Trends würden einen solchen Toast auf diese Tintenkleckser von damals, die einfach ihren Instinkten folgten, mehr als rechtfertigen.
Thomas Schultze von Blickpunkt:Film schreibt, The French Dispatch sei kein Film über die Menschen geworden, die in Frankreich ein amerikanisches Magazin im Stil des New Yorker machen, und es sei noch nicht einmal ein Film über das titelgebende literarische Magazin geworden. „Es ist ein Film wie ein literarisches Magazin. Man blättert ihn durch. Wie Anderson sich vorstellt, dass es sich anfühlen soll, wenn man sich durch ein Magazin blättert.“ Im gleichen Maße sei es ein Film geworden, der Frankreich so abbildet, wie es sich vor Andersons innerem Auge zusammensetzt, so Schultze: „Ein Frankreich, in dem die Menschen schnell französisch sprechen, französische Zigaretten rauchen, formidabel französisch aussehen. Man kann sich nicht sattsehen. Mehr Fantasie geht nicht.“
Das Lexikon des internationalen Films resümiert: „Eine nostalgische Hommage an eine liberale Form der Welterkenntnis und Weltaneignung, den feuilletonistischen Blick und den Qualitätsjournalismus, spielerisch umgesetzt durch ein spielfreudiges Star-Ensemble und ein wahres Füllhorn an poetischen Angeboten in der visuellen Gestaltung.“
Die weltweiten Einnahmen aus Kinovorführungen belaufen sich auf 46,1 Millionen US-Dollar. In Deutschland konnte sich der Film mehrere Wochen auf Platz 1 der Arthouse-Kinos-Charts halten und verzeichnet hier 190.851 Besucher.

### Auszeichnungen
Im IndieWire Critics Poll des Jahres 2021 landete The French Dispatch auf dem sechsten Platz. Im Folgenden weitere Auszeichnungen und Nominierungen.
Black Reel Awards 2021
- Nominierung als Bester Nebendarsteller (Jeffrey Wright)[39]

Chicago Film Critics Association Awards 2021
- Auszeichnung für das Beste Szenenbild
- Auszeichnung für den Besten Filmschnitt[40]

Golden Globe Awards 2022
- Nominierung für die Beste Filmmusik (Alexandre Desplat)

Internationale Filmfestspiele von Cannes 2021
- Nominierung für die Goldene Palme (Wes Anderson)

Satellite Awards 2021
- Nominierung als Beste Filmkomödie
- Nominierung für das Beste Szenenbild (Adam Stockhausen und Rena DeAngelo)
- Nominierung für die Beste Filmmusik (Alexandre Desplat)[41]

Savannah Film Festival 2021
- Auszeichnung mit dem Vanguard Award (Adrien Brody)[42]

Sunset Circle Awards 2021
- Nominierung als Bester Film
- Nominierung als Bester Nebendarsteller (Jeffrey Wright)
- Nominierung für die Beste Kamera
- Nominierung für die Beste Filmmusik (Alexandre Desplat)[43]

Writers Guild of America Awards 2022
- Nominierung für das Beste Originaldrehbuch (Wes Anderson)[44]